# 玛西亚·福吉
玛西亚·路易絲·福吉（英語：Marcia Louise Fudge，1952年10月29日—），美国政治人物，民主黨籍。2008年至2021年担任俄亥俄州第11国会区联邦众议员，亦是第113届国会国会黑人党团会议主席。2021年至2024年担任美国住房与城市发展部长。
2020年，美国总统乔·拜登提名福吉担任美国住房与城市发展部长。2021年3月10日，美国参议院正式通过福吉的提名。

## 外部連結
- C-SPAN內的頁面（英文）
- 玛西亚·福吉在互联网电影资料库（IMDb）上的資料（英文）